# Wolfella cama
Wolfella cama är en insektsart som beskrevs av Kramer 1965. Wolfella cama ingår i släktet Wolfella och familjen dvärgstritar. Inga underarter finns listade i Catalogue of Life.